# Петрищев, Руслан Сергеевич
Руслан Сергеевич Петрищев (род. 22 августа 1997, Радужный, Тюменская область) — российский хоккеист, защитник.

## Биография
С шести лет занимался самбо, затем — баскетболом, с восьми лет — хоккеем. В Радужном играл в хоккейной школе, относящейся к ХК «Югра» Ханты-Мансийск. На сезон 2013/14 в выпускной год уехал в аренду в «Салават Юлаев» Уфа. С сезона 2014/15 — игрок команды МХЛ «Мамонты Югры». В следующем сезоне был обменян в «Салават Юлаев», стал играть в МХЛ за «Толпар». В сезоне 2016/17 провёл 5 матчей за «Толпар», 37 — за «Торос» в ВХЛ и 7 — за «Салават Юлаев» в КХЛ. В следующем сезоне сыграл 23 мачта в КХЛ, 23 в ВХЛ и 6 в МХЛ. Следующие три сезона провёл в «Торосе», за «Салават Юлаев» сыграл 4 матча. В межсезонье 2021 года был обменян в «Северсталь» и вскоре — в «Нефтехимик». 6 мая 2024 года контракт был расторгнут по соглашению сторон, и 19 июня Петрищев подписал однолетнее двустороннее соглашение с «Динамо» Санкт-Петербург.